# Isidor Frias Fontanilles
Isidor Frias Fontanilles (El Vendrell, Baix Penedès, 8 d'abril de 1847 - Reus, Baix Camp, 3 de gener de 1890) va ser un escriptor i catedràtic d'institut català, pare del metge Alexandre Frías Roig
De molt petit la seva família es traslladà a Reus on va aprendre les primeres lletres i on va viure fins a la seva mort. Els seus primers estudis l'encaminaven a ser pèrit agrònom i mestre, però després es va doctorar en Filosofia i Lletres i es va llicenciar en Dret civil i canònic. El seu afany de saber no es va aturar mai: poc abans de morir volia emprendre la carrera de Medicina. El 1875 va ser nomenat catedràtic auxiliar de l'Institut de Reus. El 1876 va guanyar per oposició una càtedra de psicologia i ètica a Conca, però l'any següent va aconseguir la plaça a Reus. A la ciutat del Camp va tenir una vida social activa: va ser membre de l'Associació Catalanista, regidor a l'Ajuntament i president del Centre de Lectura. Col·laborava a la premsa local, especialment a La Veu del Camp, la Revista del Centre de Lectura i al Diario de Reus. Els seus escrits i poemes van ser premiats a certàmens celebrats a Tortosa, Igualada, Sabadell, Tarragona, Valls i altres indrets. El 1877, quan havia obtingut la càtedra a l'Institut de Reus, va obrir al carrer de Llovera la Imprenta del Magisterio, que també era una llibreria. Hi comercialitzava els llibres de text de l'Institut i actuava com a editor de llibres escolars. Va fer imprimir als seus obradors alguns manuals didàctics escrits per ell mateix. El juliol de 1879 va imprimir El Eco del Centro de Lectura que llavors tenia dificultats amb l'impressor Esteve Pàmies. La Imprenta del Magisterio va seguir activa fins a finals de 1880, quan va tancar. Isidor Frias ja havia deixat la direcció de l'empresa l'any anterior i els tallers d'impressió, portats per uns socis, només es dedicaven al l'edició de llibres de text que venien a la llibreria juntament amb material de papereria. Quan va tancar la Imprenta del Magisterio, una part del fons, dels estris d'imprimir, i sobretot dels clients, se'ls va emportar Josep Torroja i Tarrats a la seva impremta i llibreria. El 1889 encara va publicar articles a La Lira: semanario recreativo de literatura, música y poesía, un setmanari de vida efímera del qual només en va sortir un número.

## Obres
- La Educación religiosa: ensayo filosófico-moral sobre las ideas fundamentales de la religión cristiana. Reus: Imprenta del Magisterio, 1880
- La Existencia del alma: poema filosófico-moral. Tarragona, 1867
- Ensayo crítico sobre la ordenada aparición de los distintos géneros poéticos y literarios en general. Tarragona: Imprenta de Puigrubí y Arís, 1876
- Retórica y poética, o Literatura preceptiva. Reus: Imprenta y librería de Torroja y Tarrats, 1881
- Concepto y caracteres de la enseñanza libre. Sabadell, 1882
- Poesias sérias, festivas, humorísticas y satíricas. Reus: Est. Tipo-litográfico de Eduardo Navás, 1889. (en català)